# Emil Meyer (erhvervsmand)
 Der er flere personer med dette navn, se Emil Meyer.
Emil Georg Meyer (født 4. november 1856 i København, død 18. marts 1930 sammesteds) var en dansk industridrivende, bror til Axel Meyer.
Han kom 1872 i handelslære og foretog 1876 en studierejse i Amerika, hvorfra han sendte meddelelser om nye opfindelser hjem til tidsskrifter og lignende. Efter sin hjemkomst arbejdede han i den af faderen, voksdugsfabrikant Meyer grundlagte forretning, som han overtog 1882 sammen med broderen Axel. Han var medstifter af rejsestipendieforeningen for håndværk og industri (1882) og udfoldede et stort arbejde for denne, dels som leder af fællesrejser, dels som organisator af foreningens fagmøder under den nordiske udstilling 1888. Meyer var 1893 generalkommissær for Danmarks deltagelse i verdensudstillingen i Chicago, men har navnlig ydet et stort og fortrinligt arbejde i Industriforeningen som formand for dennes industri- og undervisningsudvalg. Hans opgave var især her ophjælpningen af den lille industri, hvad der ledede til oprettelsen af en række kursus i bogholderi og andre fag, der senere udviklede sig til en betydelig undervisningsvirksomhed, hvis ledelse Meyer påtog sig med stor dygtighed. I 1906 stiftede han Foreningen af Arbejdsgivere i Linoleumsbranchen, for hvilken han var formand. I 1888 blev han Ridder af Dannebrog. Han er begravet på Assistens Kirkegård.